# Геоекологія
Геоеколо́гія (від грец. γεω — Земля, грец. γοίκος — дім, грец. λόγος — знання) — розділ географії, який вивчає геосистеми різних ієрархічних рангів — до біосфери включно; науковий напрямок, що розвивається на стику біоекології і наук про Землю. У широкому трактуванні — ландшафтна екологія.

## Загальний опис
Предметом її досліджень є біосферні оболонки, ландшафти, ґрунти, рослинний покрив, нижні шари атмосфери, поверхневі і підземні води, верхня зона земної кори. Це переважно географічна наука, однак її дослідження носять комплексний характер і вимагають інтеграції інформації, знань і методів геології, ґрунтознавства, геохімії, біології, відомості їх в єдину систему знань про геоекологічне середовище.
Можна розрізняти глобальну і регіональну, вивчати природні і техногенні її фактори, робити акценти на загальнобіологічні і соціально-екологічні аспекти досліджень. В її складі прийнято виділяти географічний аспект досліджень (вивчення ландшафтів і різного роду екосистем, біосфери в цілому, система спостережень або моніторинг, розробка заходів з охорони і відновлення навколишнього середовища) і геологічний, який прийнято називати екологічною геологією. Предметом останнього є моніторинг геологічного середовища, вивчення результатів геологічного впливу людини на екосистеми (розробка корисних копалин, охорона надр, забруднення підземних вод), а також впливу на органічний світ минулого різного роду палеогеографічних та історико-геологічних процесів і подій, серед яких прийнято називати трансгресії і регресії, кліматичні зміни, вулканізм, коливання солоності морських і океанічних басейнів та космічне бомбардування Землі.